# Samsunspor Kulübü
Il Samsunspor Kulübü Derneği, noto semplicemente come Samsunspor, è una società calcistica turca di Samsun. Milita nella Süper Lig, la massima divisione del campionato turco di calcio.
Fondato nel 1965, gioca le partite casalinghe allo stadio 19 maggio di Samsun. I colori sociali originari sono il bianco e il rosso. Il terzo colore è il nero, aggiunto dopo il tragico incidente del 1989, in cui quattro calciatori della squadra persero la vita. La squadra ha giocato una finale di Coppa di Turchia, persa contro il Sakaryaspor. Nella stagione 1993-1994 ha vinto l'ultima edizione della Coppa dei Balcani per club.

## Storia
Il Samsunspor Kulübü fu fondato nel 1927 dalla fusione dei club locali Türk Ocağı Spor Şubesi (it. "ramo sportivo dei minatori turchi") e Türk Ocağı Spor Şubesi sotto la guida di Nuri Bey. Il momento di maggior splendore della squadra è arrivato alla fine degli anni ottanta, con il club che ha lottato per i primi quattro posti in classifica. 

### L'incidente
Un incidente con il bus, avvenuto il 20 gennaio 1989, chiuse di fatto l'epoca d'oro del club. Due dei calciatori principali, Mete Adanır e Muzaffer Badaloğlu, assieme all'allenatore Nuri Asan, persero la vita nel tragico evento e molti altri giocatori rimasero gravemente feriti. Il capitano Emin Kar rimase paralizzato e Erol Dinler, ex centrocampista, perse un braccio. Questi ultimi furono costretti a lasciare l'attività agonistica a causa di questo incidente. Il secondo portiere, Zoran Tomic entrò in coma e morì dopo aver trascorso sei mesi in ospedale in Jugoslavia, mentre Fatih Uraz, che all'epoca era il portiere titolare della Turchia e del Samsunspor, si fratturò le vertebre nell'incidente. Dopo essersi ripreso, non riguadagnò il posto in nazionale, preso ormai da Engin İpekoğlu.

## Organico

### Rosa 2025-2026
| N. |                        | Ruolo | Calciatore           |
| -- | ---------------------- | ----- | -------------------- |
| 1  | Turchia (bandiera)     | P     | Okan Kocuk           |
| 2  | Svezia (bandiera)      | D     | Joe Mendes           |
| 4  | Paesi Bassi (bandiera) | D     | Rick van Drongelen   |
| 5  | Turchia (bandiera)     | C     | Celil Yüksel         |
| 7  | Albania (bandiera)     | A     | Arbnor Muja          |
| 8  | Turchia (bandiera)     | C     | Soner Aydoğdu        |
| 9  | Ciad (bandiera)        | A     | Marius Mouandilmadji |
| 10 | Camerun (bandiera)     | C     | Olivier Ntcham       |
| 11 | Turchia (bandiera)     | C     | Emre Kılınç          |
| 12 | Polonia (bandiera)     | P     | Albert Posiadała     |
| 14 | Belgio (bandiera)      | A     | Landry Dimata        |
| 17 | Islanda (bandiera)     | D     | Logi Tómasson        |
| 18 | Turchia (bandiera)     | D     | Zeki Yavru           |

| N. |                           | Ruolo | Calciatore        |
| -- | ------------------------- | ----- | ----------------- |
| 21 | Danimarca (bandiera)      | C     | Carlo Holse       |
| 22 | Turchia (bandiera)        | A     | Polat Yaldır      |
| 23 | Paesi Bassi (bandiera)    | A     | Anthony Musaba    |
| 24 | Croazia (bandiera)        | D     | Toni Borevković   |
| 28 | Turchia (bandiera)        | D     | Soner Gönül       |
| 29 | Rep. del Congo (bandiera) | C     | Antoine Makoumbou |
| 33 | Turchia (bandiera)        | P     | Efe Yiğit Üstün   |
| 37 | Slovacchia (bandiera)     | D     | Ľubomír Šatka     |
| 48 | Turchia (bandiera)        | P     | Efe Berat Törüz   |
| 55 | Turchia (bandiera)        | D     | Yunus Emre Çift   |
| 96 | Turchia (bandiera)        | D     | Bedirhan Çetin    |
| 99 | Gambia (bandiera)         | A     | Ebrima Ceesay     |
|    | Portogallo (bandiera)     | C     | Afonso Sousa      |

## Palmarès

### Competizioni nazionali
- TFF 1. Lig: 6

1975-1976, 1981-1982, 1984-1985, 1990-1991, 1992-1993, 2022-2023
- TFF 2. Lig: 1

gruppo bianco: 2019-2020

### Competizioni internazionali
- Coppa dei Balcani per club: 1

1993-1994

### Altri piazzamenti
- Campionato turco:

Terzo posto: 1985-1986, 1986-1987, 2024-2025
- Coppa di Turchia:

Finalista: 1987-1988
Semifinalista: 1966-1967, 1986-1987, 1994-1995, 1995-1996
- Coppa del Primo ministro:

Finalista: 1988
- TFF 1. Lig:

Secondo posto: 1968-1969, 2010-2011
- Coppa Intertoto UEFA:

Semifinalista: 1998

## Statistiche e record

### Tornei internazionali
Alla stagione 2024-2025 il club ha ottenuto le seguenti partecipazioni ai tornei internazionali:
| Categoria       | Partecipazioni | Debutto | Ultima stagione |
| --------------- | -------------- | ------- | --------------- |
| Coppa Intertoto | 2              | 1997    | 1998            |